# Рамсей, Артур, 14-й граф Далхаузи
Артур Джордж Мол Рамсей, 14-й граф Далхаузи (англ. Arthur George Maule Ramsay, 14th Earl of Dalhousie; 4 сентября 1878 — 23 декабря 1928) — шотландский пэр и военный. Он носил титул учтивости — лорд Рамсей с 1880 по 1887 год.

## Происхождение и образование
Родился 4 сентября 1878 года в Торки, графство Девон. Старший сын Джона Рэмсея, 13-го графа Далхаузи (1847—1887), и леди Иды Луизы Беннет (1857—1887), дочери Чарльза Беннета, 6-го графа Танкервиля. Лорд Рэмси получил образование в Итонском колледже и Университетском колледже Оксфорда.
25 ноября 1887 года после смерти своего отца Артур Рамсей унаследовал титулы 14-го графа Длахаузи в графстве Мидлотиан (Пэрство Шотландии), 3-го барона Рамсея из Гленмарка в графстве Форфаршир (Пэрство Соединённого королевства), 14-го лорда Рамсея из Каррингтона (Пэрство Шотландии) и 15-го лорда Рамсея из Далхаузи (Пэрство Шотландии).

## Военная карьера

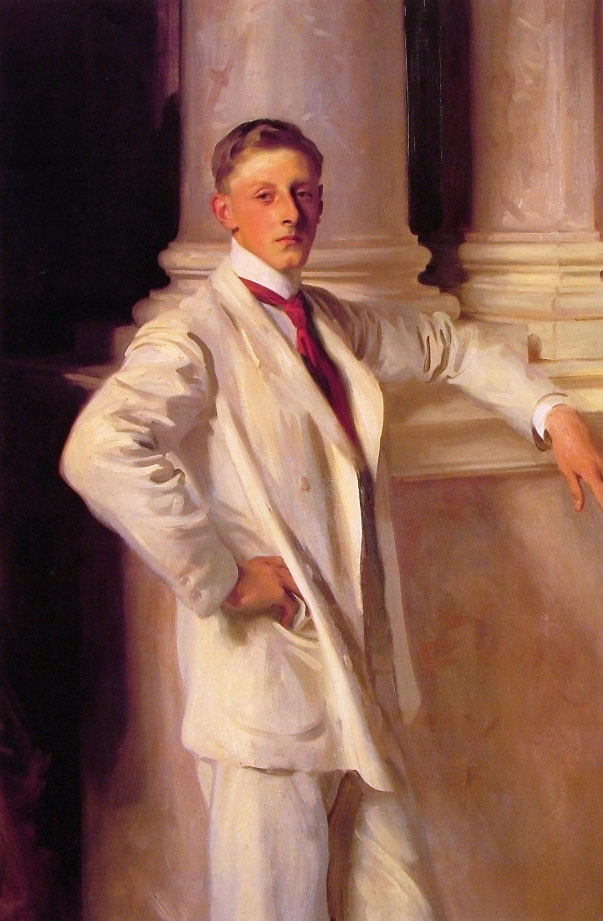
Граф Далхаузи, Джон Сингер Сарджент, 1900 г.

Лорд Далхаузи был прикомандирован к артиллерийскому полку Форфара и Кинкардина, полку милиции, когда 10 февраля 1900 года ему было присвоено звание второго лейтенанта в шотландской гвардии . После начала Второй англо-бурской войны в конце 1899 года 2-й батальон шотландской гвардии был отправлен в Южную Африку в качестве подкрепления в апреле 1900 года. Он служил там с батальоном до конца войны и был повышен до лейтенанта в декабре 1901 года. Война закончилась Феринихингским миром в июне 1902 года, и лорд Далхаузи покинул Порт-Наталь с другими людьми из 2-го батальона шотландской гвардии в сентябре 1902 года, прибыв в Саутгемптон в конце октября, когда батальон был отправлен в Олдершот.
Позднее он воевал в звании капитана в Первой мировой войне.
Он был мировым судьей в Форфаршире и был назначен заместителем лейтенанта графства в декабре 1901 года.

## Семья
Лорд Далхаузи женился 14 июля 1903 года на леди Мэри Хиткот-Драммонд (25 апреля 1878 — 23 мая 1960), младшей дочери Гилберта Генри Хиткота-Драммонда-Уиллоуби, 1-го графа Анкастера, и леди Эвелин Элизабет Гордон . У супругов было четверо детей:
- Джон Гилберт Рамсей, 15-й граф Далхаузи (25 июля 1904 — 3 мая 1950), старший сын и преемник отца.
- Леди Ида Мэри Рамсей (29 января 1906—1988), в 1938 году вышла замуж за генерал-майора сэра Джорджа Фредерика Джонсона. У них трое детей.
- Леди Джин Мол Рамсей (16 апреля 1909 — 16 января 1997), в 1945 году она вышла замуж за подполковника Дэвида Макнила Кэмпбелла Роуза, сына бригадного генерала Джона Лэтама Роуза. У них двое детей.
- Саймон Рамсей, 16-й граф Далхаузи (17 октября 1917 — 15 июля 1999), в 1940 году он женился на Маргарет Стерлинг. У них было пятеро детей.

Лорд Далхаузи скончался 23 декабря 1928 года в замке Брикин.